# Wierchniaja Wojegoszcza
Wierchniaja Wojegoszcza (ros. Верхняя Воегоща) – wieś (ros. деревня, trb. dieriewnia) w zachodniej Rosji, w sielsowiecie nikolnikowskim rejonu rylskiego w obwodzie kurskim.

## Geografia
Miejscowość położona jest nad rzeką Wojegoszczica, 5,5 km od centrum administracyjnego sielsowietu nikolnikowskiego (Makiejewo), 17 km od centrum administracyjnego rejonu (Rylsk), 110 km od Kurska.

## Demografia
W 2010 r. miejscowość zamieszkiwały 24 osoby.